# Launois-sur-Vence
Launois-sur-Vence is een gemeente in het Franse departement Ardennes (regio Grand Est) en telt 550 inwoners (2004). De plaats maakt deel uit van het arrondissement Charleville-Mézières.

## Geografie
De oppervlakte van Launois-sur-Vence bedraagt 13,4 km², de bevolkingsdichtheid is 41,0 inwoners per km².
De onderstaande kaart toont de ligging van Launois-sur-Vence met de belangrijkste infrastructuur en aangrenzende gemeenten.

## Demografie
Onderstaande figuur toont het verloop van het inwonertal (bron: INSEE-tellingen).

Vanwege een beveiligingsprobleem met de MediaWiki Graph-software is het momenteel niet mogelijk deze grafiek weer te geven. Zodra de software is bijgewerkt zal de grafiek vanzelf weer zichtbaar worden.

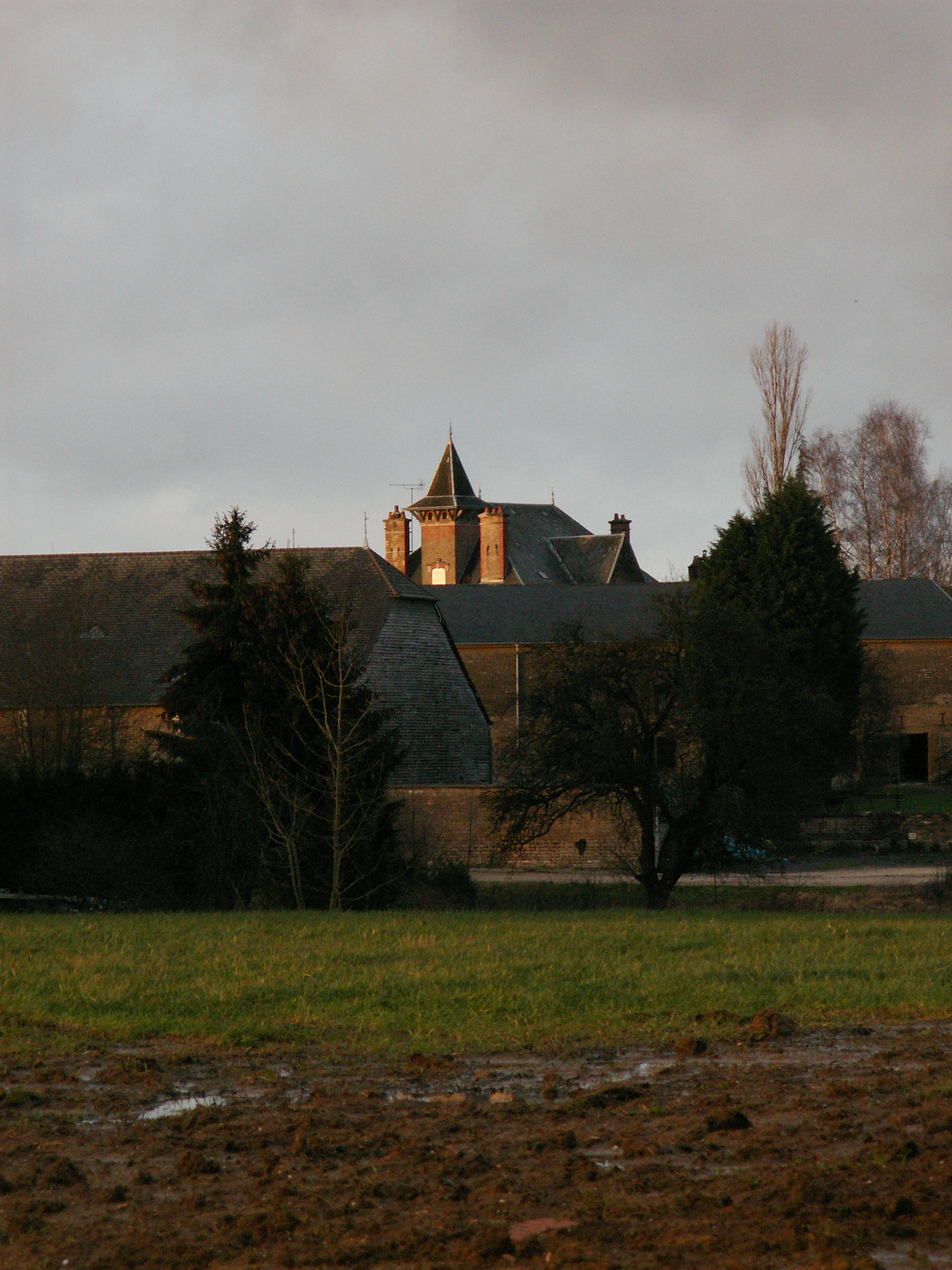
Oude Postrelais, historisch monument
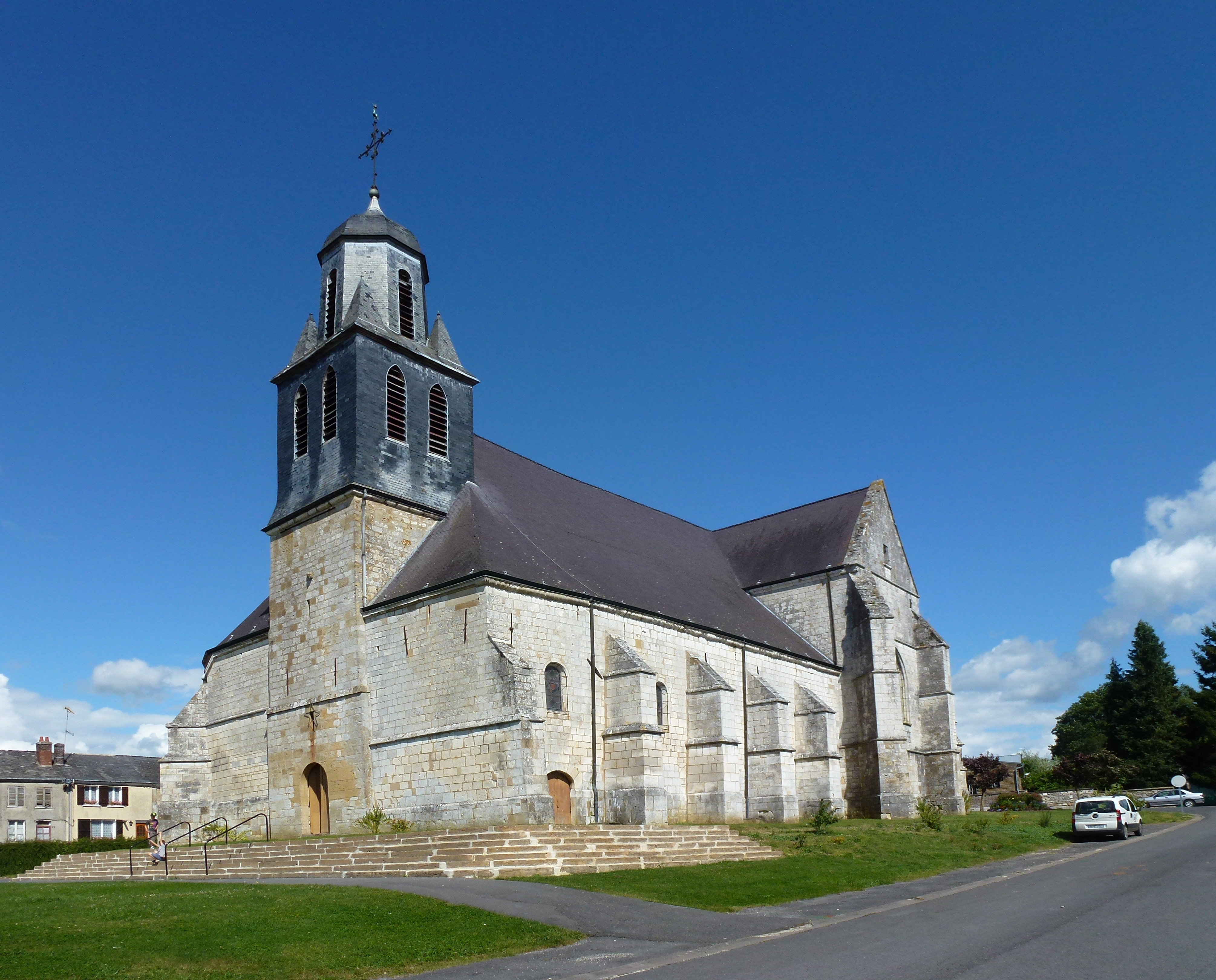
Kerk Saint-Etienne, historisch monument
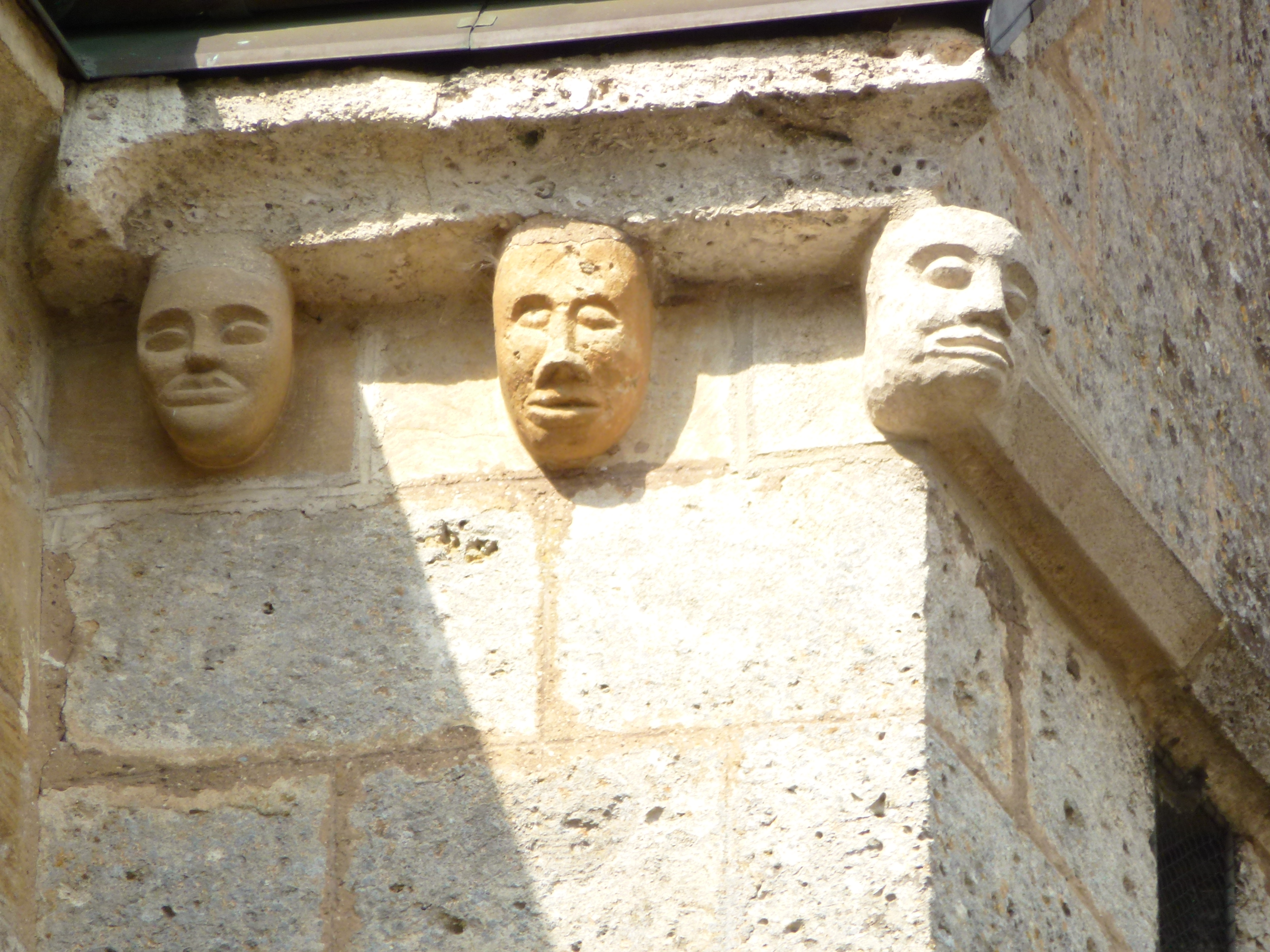
Drie van de modillons van de kerk
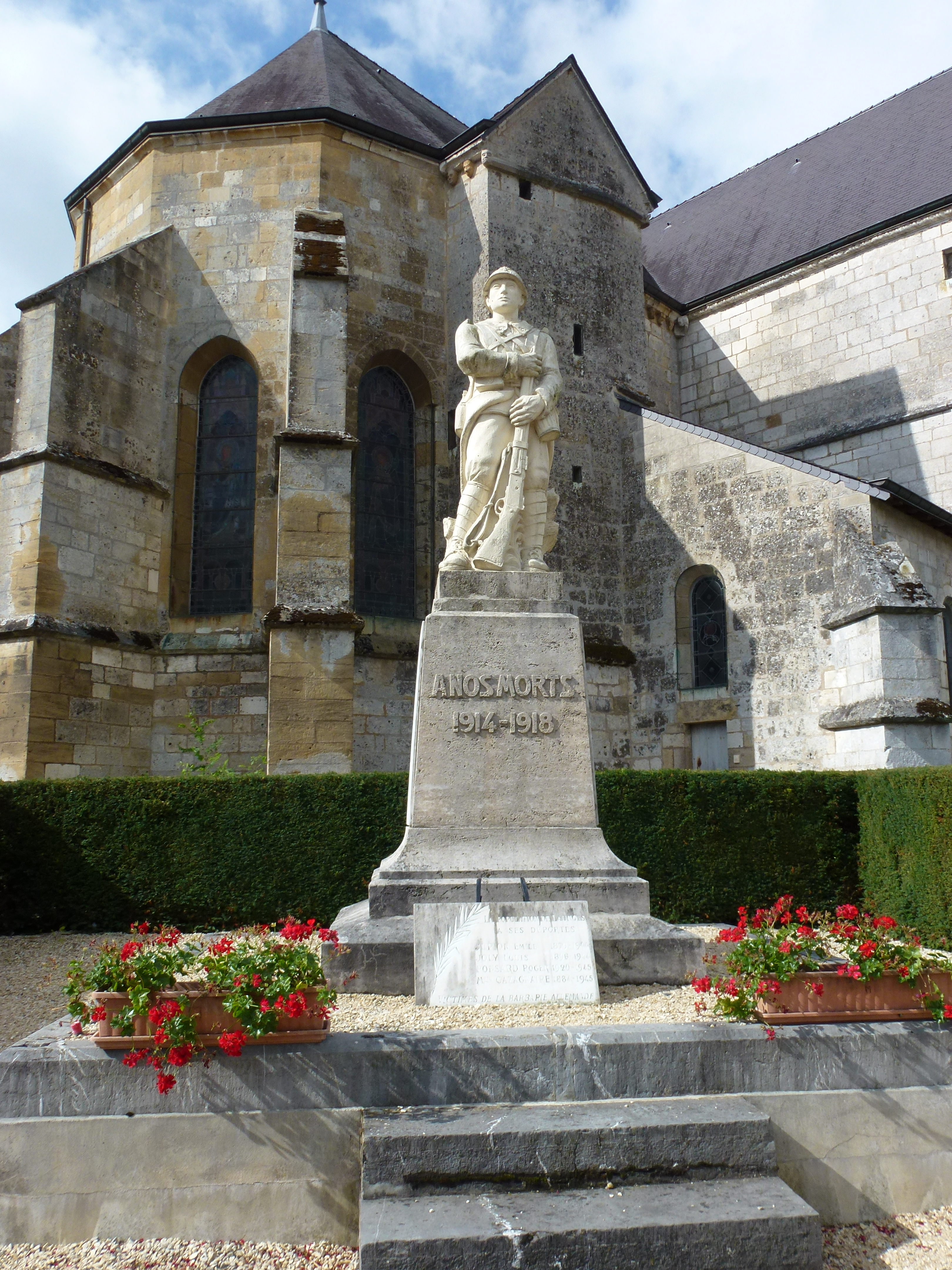
Oorlogsmonument
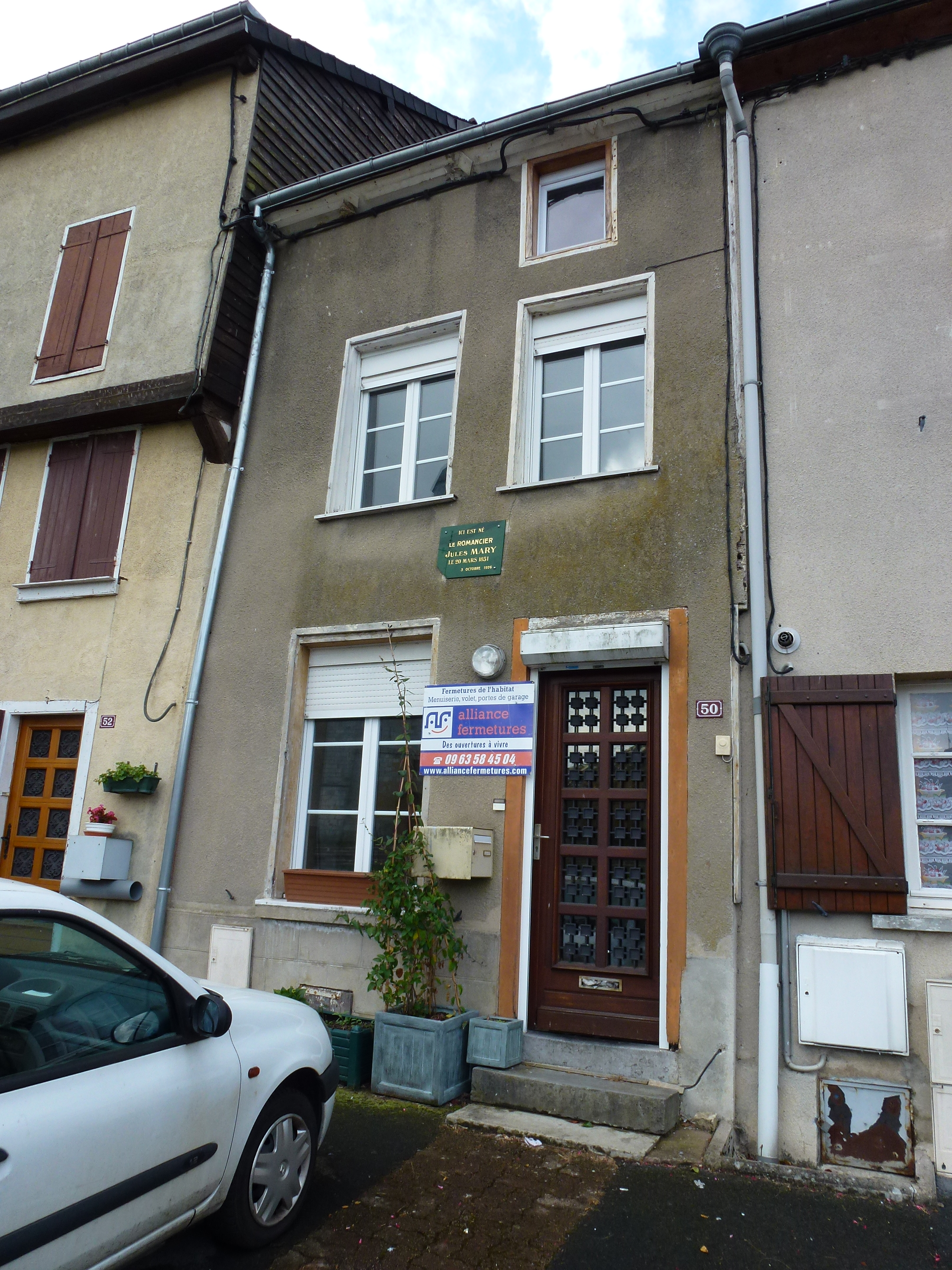
Geboortehuis van de schrijver Jules Mary